# Patinatge de velocitat als Jocs Olímpics d'hivern de 1952 - 10.000 metres masculins
Als Jocs Olímpics d'Hivern de 1952 celebrats a la ciutat d'Oslo (Noruega) es disputà una prova de patinatge de velocitat sobre gel sobre una distància de 10.000 metres. La competició se celebrà el dia 19 de febrer de 1952 a l'Estadi Olímpic d'Oslo.

## Comitès participants
Participaren 30 patinadors de velocitat de 12 comitès nacionals diferents.
| - Alemanya (1) - Àustria (2) - Canadà (2) - Estats Units (4) - Finlàndia (4) - Hongria (1) |  | - Itàlia (1) - Japó (2) - Noruega (4) - Països Baixos (4) - Regne Unit (1) - Suècia (4) |

## Resum de medalles
| Or               | Argent        | Bronze            |
| Hjalmar Andersen | Kees Broekman | Carl-Erik Asplund |

## Rècords
Rècords establerts anteriorment als Jocs Olímpics d'hivern de 1952.
| Rècord del món | 16:32.6 | Hjalmar Andersen | Hamar (NOR)                  | 10 de febrer de 1952 |
| Rècord olímpic | 17:24.3 | Ivar Ballangrud  | Garmisch-Partenkirchen (ALE) | 14 de febrer de 1936 |

En aquests Jocs Olímpics quatre patinadors patinaren més ràpid que el fins aquell moment rècord olímpic. Hjalmar Andersen establí un nou rècord amb un temps de 16:45.8 minuts.

## Results
| Place | Speed skater        | Time       |
| ----- | ------------------- | ---------- |
| 1     | Hjalmar Andersen    | 16:45.8 RO |
| 2     | Kees Broekman       | 17:10.6    |
| 3     | Carl-Erik Asplund   | 17:16.6    |
| 4     | Pentti Lammio       | 17:20.5    |
| 5     | Anton Huiskes       | 17:25.5    |
| 6     | Sverre Haugli       | 17:30.2    |
| 7     | Kazuhiko Sugawara   | 17:34.0    |
| 8     | Lassi Parkkinen     | 17:36.8    |
| 9     | Göthe Hedlund       | 17:39.2    |
| 10    | John Hearn          | 17:41.5    |
| 11    | Arthur Mannsbarth   | 17:44.2    |
| 12    | Kauko Salomaa       | 17:49.6    |
| 13    | Sigvard Ericsson    | 17:52.8    |
| 14    | Yoshiyasu Gomi      | 17:53.0    |
| 15    | Norman Holwell      | 18:02.4    |
| 16    | Pat McNamara        | 18:08.7    |
| 17    | József Merényi      | 18:09.0    |
| 18    | Yngvar Karlsen      | 18:10.6    |
| 19    | Egbert van 't Oever | 18:20.8    |
| 20    | Gunnar Hallkvist    | 18:20.9    |
| 21    | } Ralf Olin         | 18:22.8    |
| 22    | Theo Meding         | 18:24.4    |
| 23    | Matti Tuomi         | 18:25.5    |
| 24    | } Craig MacKay      | 18:27.4    |
| 25    | Al Broadhurst       | 18:44.2    |
| 26    | Franz Offenberger   | 19:04.2    |
| 27    | Chuck Burke         | 19:07.1    |
| 28    | Guido Caroli        | 19:13.6    |
| —     | Ingar Nordlund      | NF         |
| —     | Johnny Werket       | NF         |

RO: rècord olímpic
NF: no finalitzà